# Жозе Фонте
Жозе Мігел да Роша Фонте (порт. José Miguel da Rocha Fonte, нар. 22 грудня 1983, Пенафієл) — португальський футболіст, захисник клубу «Каса Піа». Виступав в складі національної збірної Португалії.
Переможець чемпіонату Європи 2016 року у складі збірної Португалії.

## Клубна кар'єра
Розпочав займатись футболом в клубі «Пенафіел» з рідного міста, з якого 1994 року потрапив в академію «Спортінга».

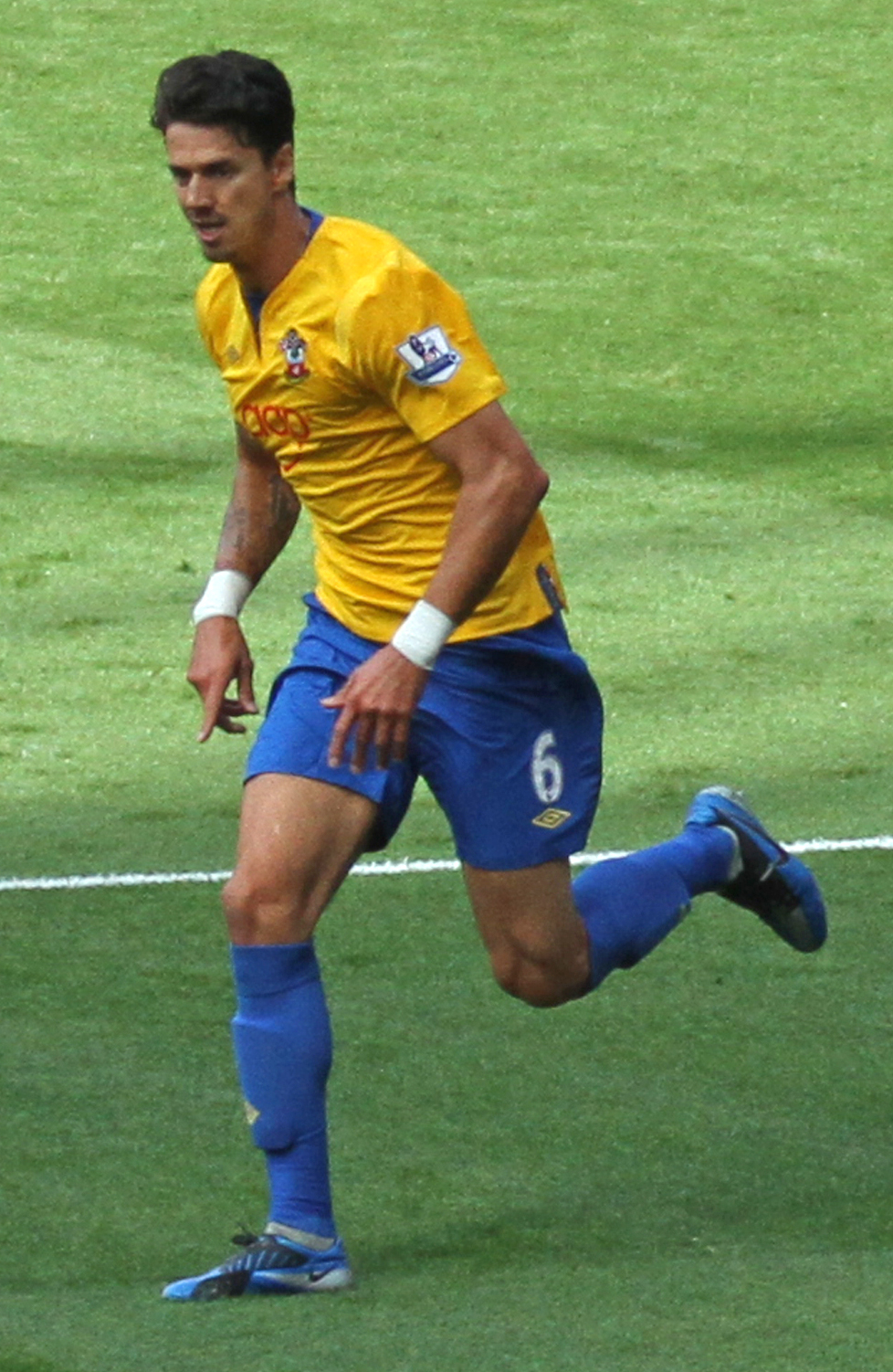
Жозе Фонте під час виступів за «Саутгемптон» 15 вересня 2012

Після закінчення клубної академії 2002 року Жозе протягом двох років виступав за дублюючий склад, але до основної команди так і не пробився. 2004 року в пошуках ігрової практики він перейшов у «Фелгейраш» з Сеугнди, а 2005 року поповнив ряди «Віторії» з Сетубалу, в складі якої дебютував у Сагріш лізі.
Своєю грою за останню команду привернув увагу представників тренерського штабу «Бенфіки», до складу якої приєднався 2006 року. Для отримання ігрової практики він відразу ж був відданий в оренду в «Пасуш ді Феррейру». Другу половину сезону Жозе провів в оренді в «Ештрелі».
2007 року також на правах оренди перейшов в англійський «Крістал Пелес» з Чемпіоншипу, який по завершенні сезону викупив контракт гравця. Більшість часу, проведеного у складі «Крістал Пелес», був основним гравцем захисту команди.
На початку 2010 року Жозе перейшов в «Саутгемптон». Сума трансферу склала 1,2 млн фунтів. Контракт було підписано на 3,5 роки. 16 січня у поєдинку проти «Міллволла» Фонте дебютував у першій лізі. 28 серпня в матчі проти «Брістоль Роверс» він забив свій перший гол за «Саутгемптон».
У 2011 році Жозе допоміг команді вийти в Чемпіоншип і був визнаний найкращим футболістом сезону в клубі. Ставши ключовим захисником команди Фонте вже через рік допоміг «Саутгемптону» посісти друге місце і за підсумками сезону вийти в еліту. 19 серпня 2012 року в поєдинку проти «Манчестер Сіті» він дебютував у Прем'єр лізі. 7 жовтня у матчі проти «Фулгема» Жозе зробив «дубль», забивши свої перші голи в англійській еліті. Влітку 2014 року, після відходу з команди Адама Лаллани, Фонте був призначений капітаном. У серпні Жозе продовжив угоду з «Саутгемптоном» ще на три роки. Всього встиг відіграти за клуб з Саутгемптона 260 матчів в національному чемпіонаті, з них 154 — в Прем'єр-лізі, в 51-му з яких його команда не пропускала. На рахунку гравця також сім голів в елітному дивізіоні.
20 січня 2017 року Фонте перейшов в інший клуб Прем'єр-Ліги «Вест Гем Юнайтед» за £ 8 мільйонів (плюс додаткові бонуси), підписавши угоду на два з половиною роки. 1 лютого в матчі проти «Манчестер Сіті» він дебютував за нову команду. Всього за рів він зіграв у 24 матчах Прем'єр-Ліги.
На початку 2018 року Фонте перейшов у китайський «Далянь Їфан». 3 березня у матчі проти «Шанхай СІПГ» він дебютував у китайській Суперлізі. Станом на 15 квітня 2018 року відіграв за далянську команду 6 матчів в національному чемпіонаті.
До складу клубу «Лілль» приєднався влітку 2018 року. У першому сезоні відіграв за команду з Лілля 36 матчів з 38 можливих у національному чемпіонаті та здобув срібні медалі Ліги 1. У сезоні 2019/20 вперше в кар'єрі зіграв у Лізі чемпіонів, а з переходом до «Дженоа» Адама Сумаоро став капітаном команди.
В липні 2023 року Фонте повернувся до Португалії, де підписав річний контракт з «Брагою». Сезон 2024/25 футболіст почав в складі «Каса Піа».

## Виступи за збірні

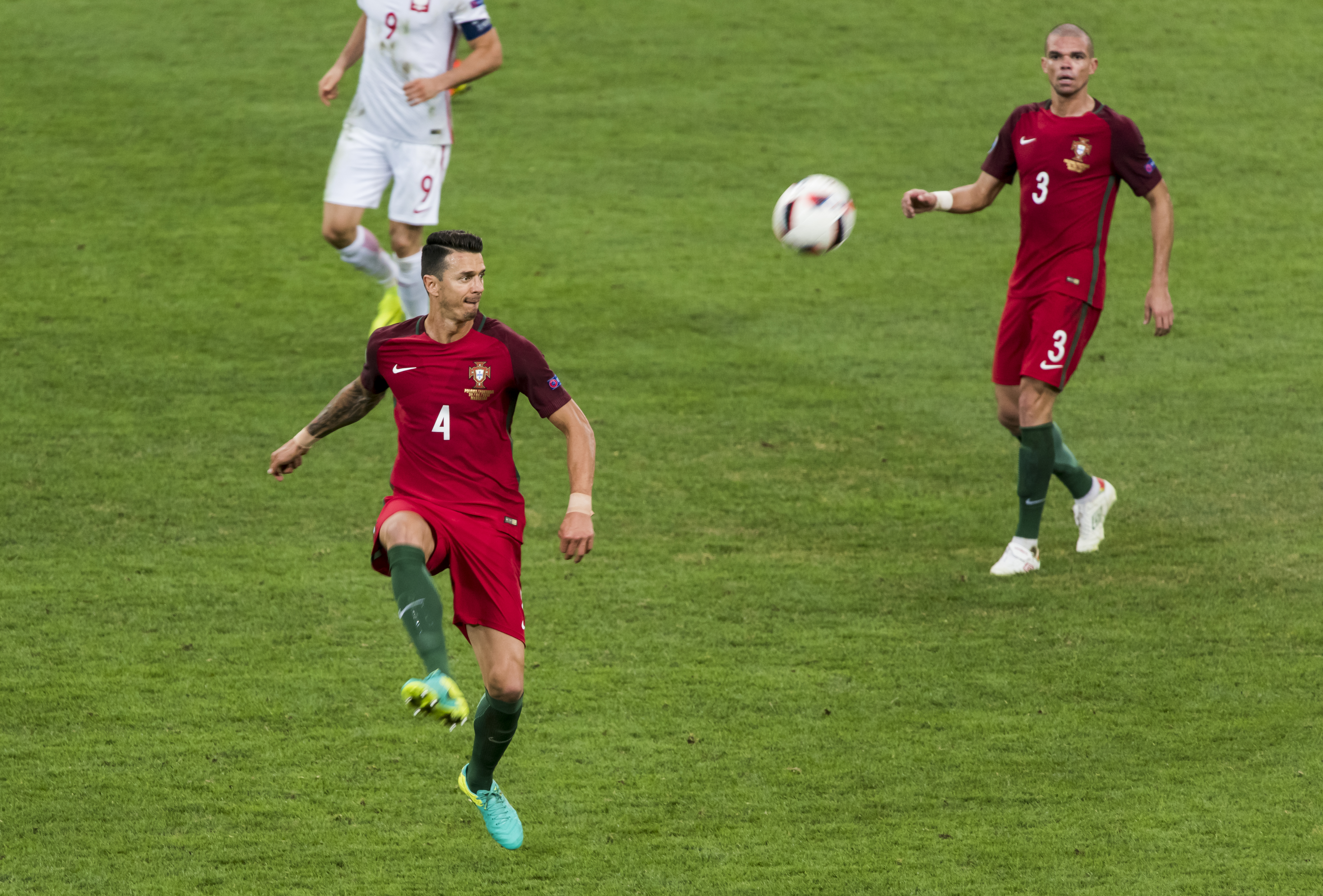
Жозе Фонте на Євро-2016

2006 року провів один матч у складі молодіжної збірної Португалії, також того ж року зіграв в одному матчі другої збірної Португалії.
18 листопада 2014 року дебютував в офіційних іграх у складі національної збірної Португалії у товариському матчі проти збірної Аргентини (1:0), замінивши Пепе у другому таймі.
Був включений до заявки збірної для участі у фінальній частині чемпіонату Європи 2016 року у Франції. На турнірі Жозе зіграв у чотирьох матчах, в тому числі і у фінальній проти Франції, та став з командою чемпіоном Європи. Цей результат дозволив Фонте з командою взявти участь у Кубку конфедерацій 2017 року у Росії. Зігравши у двох матчах він з португальцями став бронзовим призером турніру.
Наступного року зі збірною поїхав на чемпіонат світу 2018 року у Росії.
| Дата       | Місто              | Господарі         | Результат               | Гості             | Турнір                               | Голи | Примітки |
| ---------- | ------------------ | ----------------- | ----------------------- | ----------------- | ------------------------------------ | ---- | -------- |
| 18-11-2014 | Манчестер          | Аргентина         | 0 – 1                   | Португалія        | товариський матч                     | -    | 46'      |
| 29-03-2015 | Лісабон            | Португалія        | 2 – 1                   | Сербія            | Відбір до ЧЄ 2016                    | -    | 17'      |
| 13-06-2015 | Єреван             | Вірменія          | 2 – 3                   | Португалія        | Відбір до ЧЄ 2016                    | -    | 78'      |
| 16-06-2015 | Женева             | Італія            | 0 – 1                   | Португалія        | товариський матч                     | -    |          |
| 04-09-2015 | Лісабон            | Португалія        | 0 – 1                   | Франція           | товариський матч                     | -    | 27'      |
| 08-10-2015 | Брага (Португалія) | Португалія        | 1 – 0                   | Данія             | Відбір до ЧЄ 2016                    | -    | 90+1'    |
| 11-10-2015 | Белград            | Сербія            | 1 – 2                   | Португалія        | Відбір до ЧЄ 2016                    | -    |          |
| 17-11-2015 | Люксембург         | Люксембург        | 0 – 2                   | Португалія        | товариський матч                     | -    |          |
| 29-03-2016 | Лейрія             | Португалія        | 2 – 1                   | Бельгія           | товариський матч                     | -    |          |
| 29-05-2016 | Порту              | Португалія        | 3 – 0                   | Норвегія          | товариський матч                     | -    |          |
| 02-06-2016 | Лондон             | Англія            | 1 – 0                   | Португалія        | товариський матч                     | -    | 36'      |
| 08-06-2016 | Лісабон            | Португалія        | 7 – 0                   | Естонія           | товариський матч                     | -    |          |
| 25-06-2016 | Ланс               | Хорватія          | 0 – 1 д.ч.              | Португалія        | ЧЄ 2016 - 1/8 фіналу                 | -    |          |
| 30-06-2016 | Марсель            | Польща            | 1 – 1 д.ч. (3 - 5 п.п.) | Португалія        | ЧЄ 2016 - чвертьфінал                | -    |          |
| 06-07-2016 | Десін-Шарп'є       | Португалія        | 2 – 0                   | Уельс             | ЧЄ 2016 - півфінал                   | -    |          |
| 10-07-2016 | Сен-Дені           | Португалія        | 1 – 0 д.ч.              | Франція           | ЧЄ 2016 - Фінал                      | -    | 119'     |
| 06-09-2016 | Базель             | Швейцарія         | 2 – 0                   | Португалія        | Відбір до ЧС 2018                    | -    |          |
| 07-10-2016 | Авейру             | Португалія        | 6 – 0                   | Андорра           | Відбір до ЧС 2018                    | -    |          |
| 10-10-2016 | Торсгавн           | Фарерські острови | 0 – 6                   | Португалія        | Відбір до ЧС 2018                    | -    | 39'      |
| 13-11-2016 | Фару               | Португалія        | 4 – 1                   | Латвія            | Відбір до ЧС 2018                    | -    |          |
| 25-03-2017 | Лісабон            | Португалія        | 3 – 0                   | Угорщина          | Відбір до ЧС 2018                    | -    |          |
| 03-06-2017 | Ешторіл            | Португалія        | 4 – 0                   | Кіпр              | товариський матч                     | -    |          |
| 09-06-2017 | Рига               | Латвія            | 0 – 3                   | Португалія        | Відбір до ЧС 2018                    | -    |          |
| 18-06-2017 | Казань             | Португалія        | 2 – 2                   | Мексика           | Кубок Конфедерацій                   | -    |          |
| 28-06-2017 | Казань             | Португалія        | 0 – 0 д.ч. (0 – 3 п.п.) | Чилі              | Кубок Конфедерацій                   | -    | 96'      |
| 31-08-2017 | Порту              | Португалія        | 5 – 1                   | Фарерські острови | Відбір до ЧС 2018                    | -    |          |
| 10-10-2017 | Лісабон            | Португалія        | 2 – 0                   | Швейцарія         | Відбір до ЧС 2018                    | -    |          |
| 26-03-2018 | Женева             | Португалія        | 0 – 3                   | Нідерланди        | товариський матч                     | -    |          |
| 28-05-2018 | Брага (Португалія) | Португалія        | 2 – 2                   | Туніс             | товариський матч                     | -    | 63'      |
| 02-06-2018 | Брюссель           | Бельгія           | 0 – 0                   | Португалія        | товариський матч                     | -    |          |
| 07-06-2018 | Лісабон            | Португалія        | 3 – 0                   | Алжир             | товариський матч                     | -    | 57'      |
| 15-06-2018 | Сочі               | Португалія        | 3 – 3                   | Іспанія           | ЧС 2018 - 1-й етап                   | -    |          |
| 20-06-2018 | Москва             | Португалія        | 1 – 0                   | Марокко           | ЧС 2018 - 1-й етап                   | -    |          |
| 25-06-2018 | Саранськ           | Іран              | 1 – 1                   | Португалія        | ЧС 2018 - 1-й етап                   | -    |          |
| 30-06-2018 | Сочі               | Уругвай           | 2 – 1                   | Португалія        | ЧС 2018 - 1/8 фіналу                 | -    |          |
| 17-11-2018 | Мілан              | Італія            | 0 – 0                   | Португалія        | Ліга націй УЄФА 2018-2019 - 1-й етап | -    |          |
| 05-06-2019 | Порту              | Португалія        | 3 – 1                   | Швейцарія         | Ліга націй УЄФА 2018-2019 - півфінал | -    | 63'      |
| 09-06-2019 | Порту              | Португалія        | 1 – 0                   | Нідерланди        | Ліга націй УЄФА 2018-2019 - фінал    | -    |          |
| 7-9-2019   | Белград            | Сербія            | 2 – 4                   | Португалія        | Відбір до ЧЄ 2020                    | -    |          |
| 10-9-2019  | Вільнюс            | Литва             | 1 – 5                   | Португалія        | Відбір до ЧЄ 2020                    | -    |          |
| 14-11-2019 | Фару               | Португалія        | 6 – 0                   | Литва             | Відбір до ЧЄ 2020                    | -    |          |
| 17-11-2019 | Люксембург         | Люксембург        | 0 – 2                   | Португалія        | Відбір до ЧЄ 2020                    | -    |          |
| Усього     |                    | Матчів            | 42                      |                   | Голів                                | 0    |          |

## Досягнення
- Володар Трофею Футбольної ліги: 2009-10
- Чемпіон Європи: 2016
- Переможець Ліги Націй: 2018-19
- Чемпіон Франції:  2020-21
- Володар Суперкубка Франції: 2021
- Володар Кубка португальської ліги: 2023-24

### Особисті
- У символічній збірній Першої англійської ліги: 2010–11[22]
- Футболіст сезону в «Саутгемптоні»: 2010–11, 2014–15[23]

## Особисте життя
Має молодшого брата Руя, який також є професійним футболістом. Вони разом грали 2009 року за «Крістал Пелес» та в сезоні 2019/19 у «Ліллі».